# Thomson (unità di misura)
Il Thomson (simbolo: Th) è un'unità di misura usata a volte in spettrometria di massa come unità di misura del rapporto massa/carica. Fu proposta da Cooks e Rockwood che la chiamarono così in onore di Joseph John Thomson.
Il Thomson non è un'unità di misura del Sistema internazionale di unità di misura e non è accettata dallo IUPAC.

## Definizione
Il Thomson si definisce come:
{\displaystyle 1~Th\equiv 1~{\frac {uma}{e}}\equiv 1~{\frac {Da}{e}}}
dove uma rappresenta l'unità di massa atomica, Da rappresenta l'unità Dalton, e e rappresenta la carica elementare.